# Louze
Louze ist eine Ortschaft und eine ehemalige französische Gemeinde mit 296 Einwohnern (Stand: 1. Januar 2022) im Département Haute-Marne in der Region Grand Est.
Mit Wirkung vom 1. Januar 2016 wurden die bisherigen Gemeinden Puellemontier, Droyes, Longeville-sur-la-Laines und Louze zu einer Commune nouvelle mit dem Namen Rives Dervoises zusammengeschlossen und verfügen in der neuen Gemeinde über den Status einer Commune déléguée. Der Verwaltungssitz befindet sich im Ort Puellemontier.

## Lage
Der Ort liegt am Fluss Laines. Nachbarorte von Louze sind Vallentigny und Longeville-sur-la-Laines im Nordwesten, Ceffonds im Nordosten, im Osten und im Südosten, Ville-aux-Bois und Épothémont im Südwesten und Maizières-lès-Brienne im Westen.

## Bevölkerungsentwicklung
| Jahr      | 1962 | 1968 | 1975 | 1982 | 1990 | 1999 | 2008 | 2015 |
| --------- | ---- | ---- | ---- | ---- | ---- | ---- | ---- | ---- |
| Einwohner | 379  | 387  | 365  | 312  | 289  | 307  | 315  | 312  |